# Tumulus du Montioux
Le tumulus du Montioux (parfois orthographié Montiou) appartient à un groupe de trois tumulus voisins (désignés par les lettres A, B et C), situés sur la commune de Sainte-Soline, dans le département des Deux-Sèvres, en France.

## Historique
Auguste-François Lièvre mentionne le site en 1889 mais sans en donner une description détaillée. En 1894, l'abbé Métais signale la découverte d'un couteau en silex sur le site. En 1920, le site est exploité comme carrière, ce qui entraine la découverte d'une petite chambre annexe. En 1975, à la suite d'une nouvelle fouille clandestine, une intervention de sauvetage est menée puis, en 1980-1981, Roger Joussaume et Georges Germond entreprennent une fouille archéologique du site, qui entraine la découverte d'un petit cairn ovalaire au sud-ouest du tumulus A, baptisé tumulus B. Le tumulus C, de forme arrondie, est situé à environ 250 m au nord-est du tumulus A. Il n'a pas été fouillé, et il a été complètement arasé par les cultures agricoles.
Le tumulus A a bénéficié d'une restauration. Il a été classé au titre des monuments historiques en 1986.

## Tumulus A

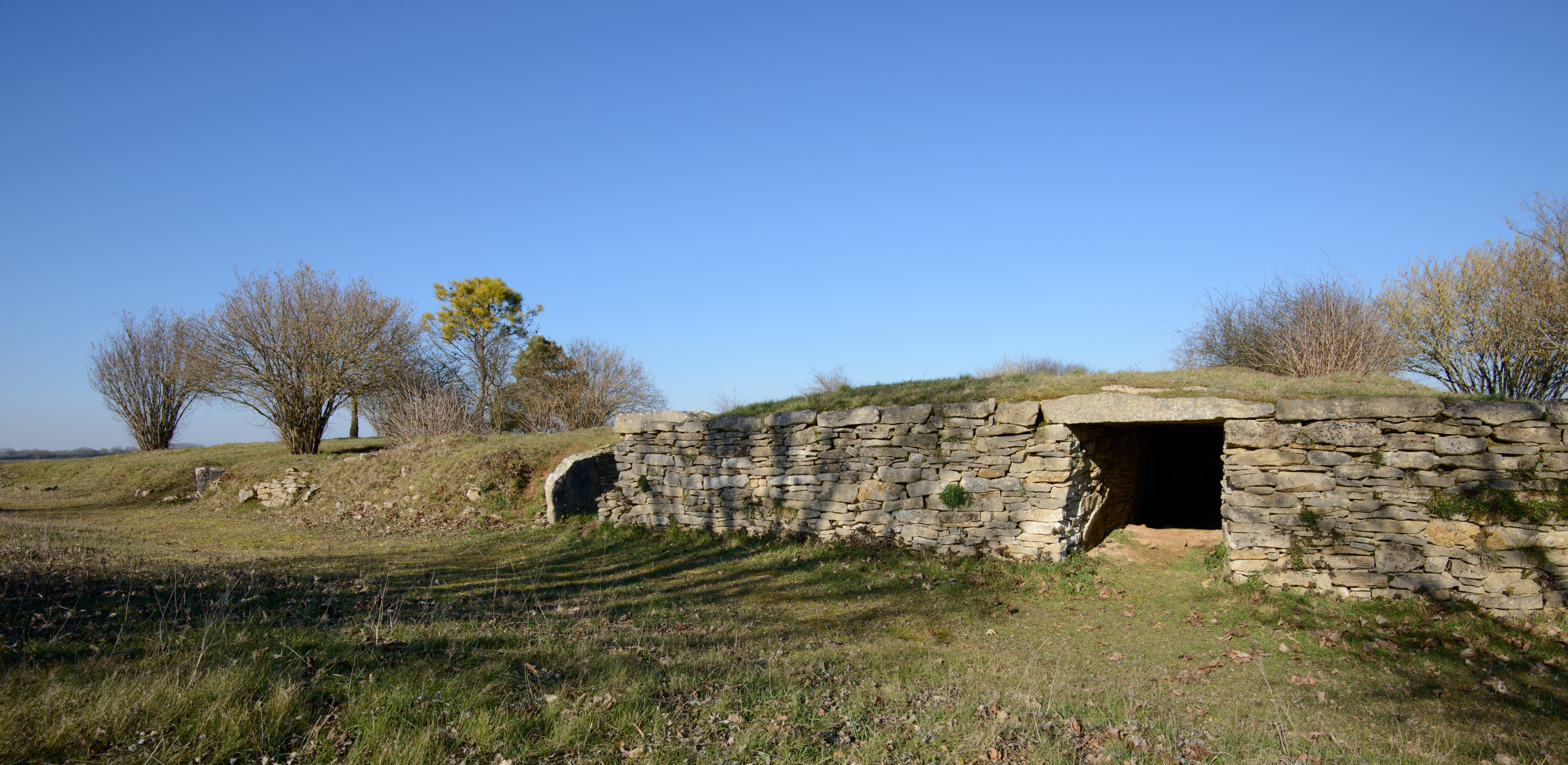
Façade sud du tumulus A

Le tumulus A est de forme quadrangulaire (50 m de long sur 22 m de large en moyenne). Il comporte au sud une belle façade appareillée orientée est-sud-est/ouest-nord-ouest, constituée de pierres en calcaire. Cette homogénéité architecturale laisse penser que le cairn a été construit en une seule fois ou sur une période très courte. Les fouilles archéologiques ont permis d'y reconnaitre quatre dolmens, numérotés I à IV depuis l'est vers l'ouest.
Dans sa structure interne, le cairn comporte une arête axiale rectiligne d'une largeur à la base d'environ 6,50 m de section triangulaire constituée de blocs superposés, disposés selon deux pentes de toit. Elle s'achève à son extrémité est par un amoncellement de blocs enchevêtrés de manière moins régulière. L'extrémité ouest de cette arête a été en grande partie détruite par l'exploitation en carrière à l'époque contemporaine, mais il semble qu'elle devait être constituée de la même manière. Des arêtes secondaires s'appuyant sur cette arête centrale, compartimentent le cairn de manière transversale. Le cairn n'a pas pour autant été construit symétriquement par rapport à l'arête centrale, les couloirs d'accès aux dolmens sont donc plus longs à l'ouest. La hauteur primitive du cairn ne devait pas dépasser sa hauteur actuelle de plus de 0,25 à 0,40 m.

### Dolmen I
Le dolmen I est un dolmen en « Q » à chambre polygonale précédée d'un long couloir courbe de 11 m de long, dont la hauteur ne dépasse pas 1,30 m sous dalle. Les parois du couloir sont constituées d'une alternance d'orthostates et de murets en pierre sèche. Le passage du couloir à la chambre est marqué par une large porte monolithique en forme d'arche. Elle comporte à la base une pierre de seuil qui termine le dallage du couloir.
Il ne reste que trois orthostates de la chambre sur les cinq ou six qui la délimitaient à l'origine. Ces trois piliers ont été soigneusement bouchardés et les dalles sont parfaitement jointives. Elles mesurent 2,20 m de hauteur. La première dalle en entrant à droite est une stèle anthropomorphe comportant deux épaulements d'où semble sortir une tête. La table de couverture de la chambre ayant disparu, elle a été remplacée par une dalle de béton lors de la restauration du monument.

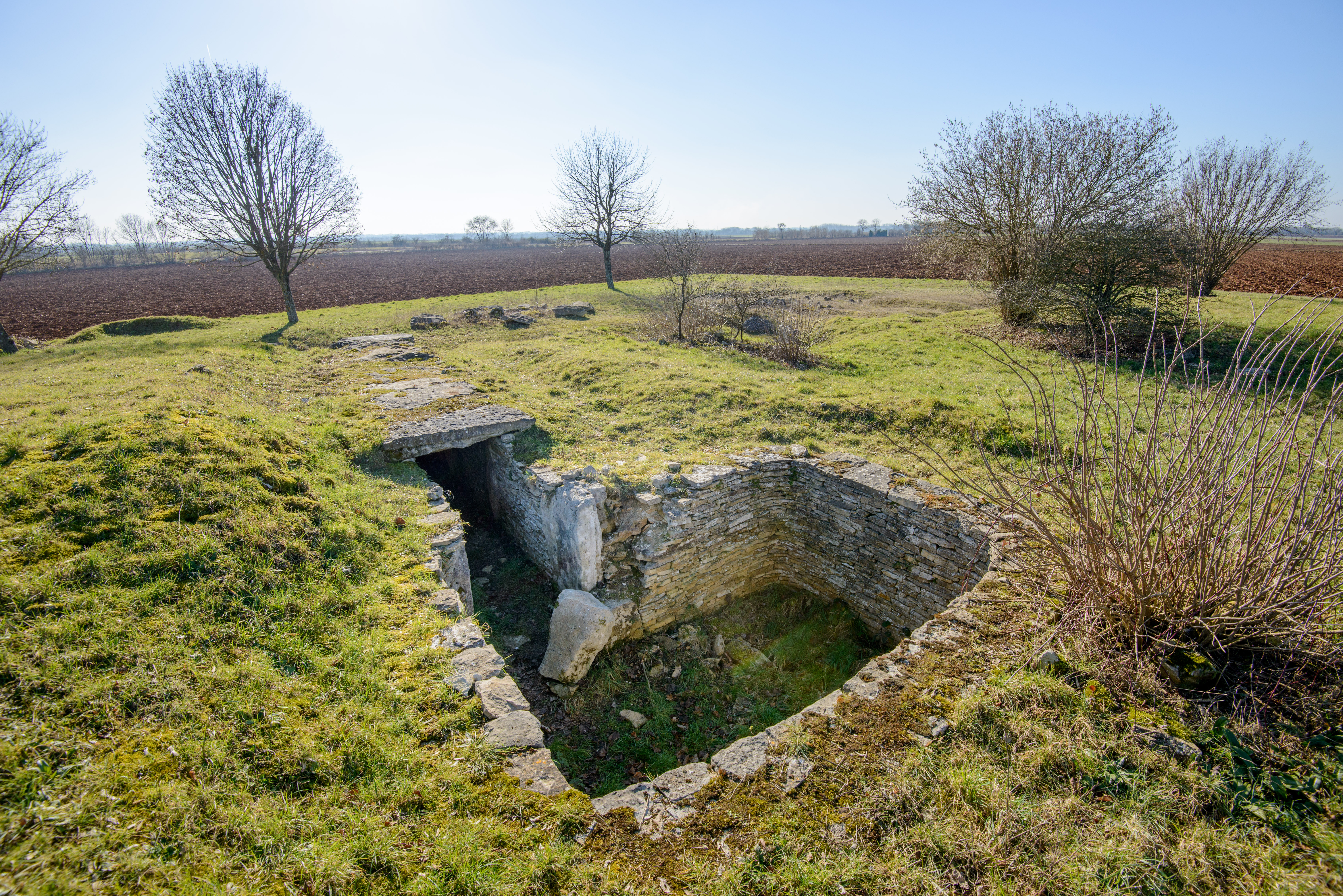
Dolmen II du tumulus A

### Dolmens II, III et IV
Le dolmen II est aussi un dolmen en « Q » à chambre quadrangulaire, légèrement plus grande que celle du dolmen I, typiquement angoumoisine. Tous les orthostates de la chambre ont disparu. La chambre comporte une porte taillée dans une dalle verticale, dont il ne reste que la base. Le couloir qui la précède a été construit de la même façon que celui du dolmen I, mais il est rectiligne.
L'entrée du couloir d'un troisième dolmen a été reconnue environ 10 m plus loin. Quant à l'existence d'un quatrième dolmen elle est suggérée par la découverte d'ossements dans la masse du tumulus.
La petite chambre funéraire découverte en 1920 ne comportait que trois dalles verticales.

## Matériel archéologique
Dans le dolmen I, la couche archéologique a été très perturbée par la destruction de la couverture. Elle n'a livré que des os isolés correspondant à dix-huit individus différents. Des inhumations primaires ont été découvertes dans le couloir. Le matériel archéologique se compose d'outils en silex, d'éléments de parure (perles en variscite, défense de sanglier) et de tessons de poterie.
Dans le dolmen II, le couloir renfermait des dépôts d'ossements correspondant à une réutilisation du site, alors que la chambre renfermait les restes osseux de vingt-deux individus correspondant à plusieurs utilisations réparties dans le temps. Le matériel lithique découvert inclut deux haches en roche dure parfaitement polies. Les éléments de parure sont constitués par des perles discoïdes en calcaire et des coquillages perforés. Une hache a été découverte dans l'entrée du dolmen IV.
Un os trouvé dans le dolmen II a été daté d'une période comprise entre 3375 et 3855 av. J.-C. La construction du tumulus A pourrait avoir débuté entre 4000 et 3500 av. J.-C.. Le matériel archéologique recueilli correspond à plusieurs cultures du Néolithique moyen et du Néolithique récent.